# Critiques d'Amazon

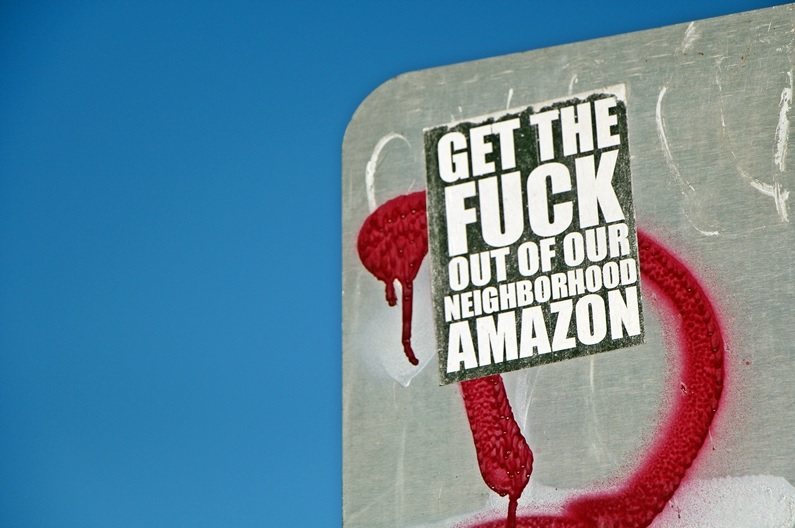
Auto-collant anti-Amazon.

Amazon a essuyé un grand nombre de critiques et controverses incluant le traitement de ses employés, l'empreinte écologique de l'entreprise ainsi que ses pratiques anti-concurrentielles.

## Amazon et l'emploi

### Conditions de travail
Amazon est réputée pour exiger des cadences de travail très élevées pour ses employés, parfois au détriment de leur santé. Ces cadences peuvent produire des dommages psychologiques mais aussi physiques, plusieurs rapports montrant du doigt l'augmentation des troubles musculo-squelettiques au sein des personnes travaillant dans les entrepôts de l'entreprise. Les taux d'absence pour maladie, accident du travail ou maladie professionnelle sont en effet nettement supérieurs au taux d'alerte standard dans certains entrepôts, avec des relations travailleurs-managers parfois exécrables. Plusieurs employés ont aussi signalé une surveillance constante, même pendant les pauses, certains préférant ne pas prendre de pause toilette ou même uriner dans des bouteilles  afin de tenir le rythme demandé,. L'entreprise a aussi régulièrement recours à des emplois précaires ou à des systèmes de sous-traitance, parfois aux dépens des sociétés prestataires.
Les employés les plus efficaces sont désignés par l'appellation prétendument méritoire d'« Amabot » mais qui est une contraction d'Amazon et de robot. Le journaliste Benoît Berthelot évoque, dans son livre, Le monde selon Amazon, un « flicage des salariés et des clients », des « livreurs sous-payés et exploités ».
En décembre 2008, Amazon UK, qui opère dans quatre grands entrepôts en Grande-Bretagne, est sévèrement critiquée pour les conditions de travail qu'elle impose à ses travailleurs dans l'un de ses entrepôts pendant la période des fêtes de fin d'année,. Amazon France connaît aussi ces conditions. En février 2013, les journalistes Diana Löbl et Peter Onneken publient un reportage dénonçant les conditions de travail dégradantes pour les employés temporaires étrangers d'Amazon à Bad Hersfeld en Allemagne, également pendant les fêtes de fin d'année. En mai 2013, le journaliste Jean-Baptiste Malet publie, chez Fayard, l'ouvrage En Amazonie : Infiltré dans le « meilleur des mondes », une enquête sur Amazon France,,. Pour découvrir les coulisses d'Amazon, il s'est fait embaucher comme intérimaire dans le centre logistique de Montélimar, en équipe de nuit. Le récit, « édifiant » selon Le Nouvel Observateur, décrit les conditions de travail des nombreux intérimaires travaillant pour Amazon, ces « nouveaux prolétaires dont nous créons tous les jours les jobs, à coups de clics ». Il pointe notamment du doigt la grande proportion d'emplois précaires, les cadences éprouvantes, de mauvaises conditions de travail masquées par un paternalisme réinventé,. Étendant son enquête à l'Allemagne, il aborde à nouveau la question dans un article du Monde diplomatique publié en novembre 2013.
À la suite des polémiques concernant les conditions de travail de ses employés, Amazon prépare, en août 2016, un programme à petite échelle pour expérimenter le travail à temps partiel d'équipes entières avec des semaines de 30 heures de travail.
Le site américain The Verge révèle, en avril 2019, qu'Amazon a mis en place un système automatisé de licenciement. Celui-ci analyse la productivité des employés des entrepôts où les colis sont assemblés et organisés et génère automatiquement des avertissements et des avis de fin d'emploi pour les employés n’atteignant pas les quotas.
Durant la crise de la Covid-19 de 2020, il est reproché au groupe de ne pas offrir à ses salariés une protection suffisante face aux risques de contamination. En France, la justice est saisie par le syndicat SUD afin de limiter durant le confinement les activités du distributeur aux produits de première nécessité.
Le journal l'Humanité publie en janvier 2021 une étude sur les conditions de travail au sein de l'entreprise en France. Ces informations, que la direction a refusé de transmettre aux représentants du personnel, témoignent de pratique d'encadrement en contradiction avec la communication de l'entreprise : recours important à des intérimaires, augmentation des contrats précaires, rotation de l'emploi de 50 % sur deux ans, nombreux accidents du travail avec une forte proportion de tentatives de dissimulation concentrée dans les contrats les plus précaires.

### Impact d'Amazon sur l'emploi
Selon une note publiée par le secrétaire d'État au numérique Mounir Mahjoubi, Amazon embauchait environ 13 000 équivalent temps plein en France. Selon cette même note, Amazon détruirait entre 1,3 et 2,2 emplois dans le commerce traditionnel par emploi créé, soit une destruction totale de 20 200 ETP. Il explique ce ratio par la différence de chiffre d'affaires créé par un employé dans le commerce traditionnel, et chez Amazon : 270 000 chez le premier, et 600 000 chez le deuxième. Une différence qu'il attribue à un modèle de « management strict », une « automatisation poussée » et « à une forme de déshumanisation des relations commerciales ».

### Relation avec les syndicats
Amazon a une forte politique anti-syndicale, visant à réprimer toute tentative d'action syndicale au sein de son groupe, une politique assumée par l'entreprise : « Nous ne pensons pas que les syndicats soient bénéfiques à nos clients, nos actionnaires et nos partenaires ». Cette politique est particulièrement visible aux États-Unis, où l'entreprise ne compte aucun syndicat pour l'instant. En France, elle n’avait, ainsi, pas hésité à s'introduire dans des locaux de la Confédération générale du travail (CGT) pour y confisquer des ordinateurs et en effacer le contenu.
En septembre 2018, le magazine en ligne américain Gizmodo a révélé l'existence d'une vidéo interne destinée aux cadres de Whole Foods Market (filiale d'Amazon depuis 2017) afin de les former à prévenir et enrayer toute création ou action de syndicats dans l’entreprise. La vidéo explique comment repérer les signes qui annoncent des actions syndicales : « Si vos employés commencent à parler de « salaires décents » ou de « représentant », s’ils passent du temps ensemble alors que ce n’était pas dans leurs habitudes, s’ils souhaitent avoir accès à la liste du personnel ou bien encore s’ils s’intéressent trop à la vie de l’entreprise, alors vous avez là des signes annonciateurs d’une organisation des travailleurs à laquelle il faut rapidement répondre : vous pouvez leur dire que vous préférez « les rapports directs avec vos employés » (sans en passer par un syndicat) ou, de manière plus forte, leur dire que « les syndicats sont des rats menteurs et trompeurs ». Dans les deux cas, la loi vous protège ! » conseille la vidéo.
La multinationale a recruté d'anciens membres du renseignement militaire américain notamment afin d'espionner les activités syndicales. En France, ces agissements ont visé la CGT, le mouvement des Gilets Jaunes ou encore des ONG comme Greenpeace. Les agents de renseignement d’Amazon répertorient notamment les dates, les lieux et le nombre de participants aux réunions syndicales, ainsi que les actions précises réalisées par les syndicats aux abords des entrepôts. En outre, ils utiliseraient de faux profils sur les réseaux sociaux pour épier des salariés afin de connaître leur vie privée.

## Abus de position dominante
Le 2 novembre 2023, la Federal trade commission a publié ses reproches à l'entreprise. Celle-ci l'accuse entre autres de contrôle illégal des prix en usant d'un algorithme qu'elle a développé nommé « Projet Nessie », de 2014 à 2019. L'entreprise a mis en sommeil ce projet, tout en envisageant son amélioration en 2020 et 2021. Cet algorithme lui permet selon elle de prédire si la concurrence peut suivre une augmentation de prix de la part d'Amazon pour anticiper et éviter une perte de clientèle. Cela aurait privé sa clientèle de prix plus abordables. L'entreprise avait par ailleurs conscience des limites légales de son algorithme car elle aurait pris des précautions pour éviter que ces augmentations ne soient trop visibles.